# Misura (musica)
Nella notazione musicale, la misura, o battuta, è l'insieme di valori compresi tra due linee verticali poste sul pentagramma, chiamate stanghette.
La misura può essere di due tipi, semplice o composta, e può essere di quattro forme: binaria, ternaria, quaternaria e mista. Il tipo e la forma di una misura sono definiti da due numeri che ne stabiliscono il ritmo, la quantità di valori che può contenere, e gli accenti metrici e ritmici. Questa indicazione numerica è posta, in genere, all'inizio di ogni brano, ma può essere posta anche all'inizio di qualsiasi altra battuta del brano, in questo modo cambiandone il tempo fino a nuova indicazione. Il numeratore stabilisce il numero di tempi nella battuta e il denominatore stabilisce il valore di ciascun tempo. Ad esempio con l'indicazione 34 si vuole specificare che la misura è composta da tre valori di un quarto.
Ogni tempo può essere diviso ulteriormente in più parti e questa suddivisione può essere ancora suddivisa (ogni suddivisione prenderà il nome di 1º grado, 2º grado, ecc.). La suddivisione dipende da ciò che si vuole dividere: se il valore è binario si suddividerà in due parti uguali; se è ternario in tre.

## Misure semplici
Si intendono misure semplici quelle in cui ogni tempo è rappresentato da un valore semplice. In questo tipo di misure, al numeratore si trovano i numeri 2, 3 e 4.

### Binaria
La misura semplice binaria è formata da due tempi, il primo forte e il secondo debole. 
Esempi: 22, 24, 28.

### Ternaria
La misura semplice ternaria è formata da tre tempi: il primo è forte, il secondo e il terzo deboli.
Esempi: 32, 34, 38.

### Quaternaria
La misura semplice quaternaria è formata da quattro tempi: il primo tempo è forte, il secondo è debole, il terzo è mezzoforte e il quarto è debolissimo. Esempi: 42, 44, 48.
Molti considerano le misure quaternarie come il doppio della misura binaria, ma in realtà non è così: vi è infatti differenza negli accenti. Sebbene queste siano quasi impercettibili, molti musicisti non vedono di buon occhio questa semplificazione. Tra il tempo binario e quello quaternario vi è quindi una differenza di stile.

### Tempi e suddivisioni di misure semplici
Si utilizzano le suddivisioni ulteriori dei tempi per ottenere una maggiore precisione ritmica, molto usata nello studio del solfeggio.

## Misure composte
Si intende misura composta quella in cui i tempi si possono dividere per tre. Se si vuole ottenere la rispettiva misura composta di una semplice si deve moltiplicare per tre il numeratore e per due il denominatore. Esempio: 24 → 68; 34 → 98; 44 → 128.
Se invece si vuole effettuare l'operazione inversa, cioè ottenere la rispettiva misura semplice di una misura composta, occorre dividere per tre il numeratore e per due il denominatore.
Esempio: 
68 → 24; 98 → 34; 128 → 44.
Per gli accenti metrici e ritmici valgono le stesse regole.

## Misure miste
Si dicono misure miste quelle composte dall'unione di misure semplici e composte oppure di un tempo di misura semplice ed uno di misura composta. Le più diffuse sono la misura quinaria e la settenaria che hanno un solo accento forte sul primo tempo. Esempio: La misura di 54 è formata dall'accoppiamento di 34 + 24 e viceversa, gli accenti ritmici sugli altri tempi sono tutti deboli; il senso di 34 + 24 o 24 + 34 lo dà il compositore con l'accento dinamico sulle note. Stessa cosa vale per la misura settenaria formata da una di 34 e una di 44.
Le misure miste possono essere di due tipi: semplici e composte. Esempio: 54 = 158, 72 = 214.

## Misure incomplete
In musica esistono delle misure incomplete. Esse mancano di alcuni tempi all'inizio o alla fine della battuta. Queste eccezioni si possono verificare solo in determinati momenti: all'inizio e alla fine di un brano o di un ritornello.

## Misure con denominatore complesso
Nel sistema convenzionalmente utilizzato, il tempo di ogni misura vede al denominatore potenze di 2. Tuttavia, si possono utilizzare denominatori differenti: così facendo, a parità di numeratore, non si modifica la durata della misura, bensì il significato dei simboli che indicano la durata di ogni nota (testina piena e stanghetta per 14, testina vuota e stanghetta per 24, ecc.).
Ad esempio, una misura in 33 è formata da una semibreve, scomponibile in tre movimenti uguali, indicati da una minima con sotto il numero 3; comunemente, un gruppo di tre di questi movimenti viene denominato "Terzina".
Allo stesso modo, una misura in 55 è formata da una semibreve scomponibile in cinque minime con indicato sotto il numero 5 (si parlerà in questo caso di "Quintine").
Questo sistema perde tuttavia di senso quando la frazione eccede o non completa l'unità. Ad esempio, una misura in 43 è formata da quattro minime con indicato sotto il numero 3: si va così a creare una terzina completa più un movimento isolato, che lascia incompleta la seconda terzina e che da solo non ha significato.
Si possono utilizzare come denominatori anche numeri decimali.
L'ascoltatore non percepisce alcuna differenza a parità di numeratore e al variare del denominatore: infatti, una misura in 45 suonerà identica ad una in 44, benché cambi il modo di rappresentarla sullo spartito.

## Misura otto/ottavi
È una particolare misura mista; una gran parte dei musicisti la considera tempo ternario composto. Essa è formata dall'unione di due misure di 58 e una di 38. Comunque la forma degli accenti ritmici può essere sempre cambiata dall'autore per mezzo degli accenti dinamici.

## Unità di misura, tempo, suddivisione e durata
Queste sono definizioni che si usano nel gergo musicale.
- Unità di misura: è un valore che basta da solo a formare una misura. Esempio: tempo 44 l'unità di misura sarà una semibreve (che vale 44).
- Unità di tempo: è un valore che forma un tempo della battuta. Esempio: tempo 34 l'unità di tempo sarà una semiminima (14).
- Unità di suddivisione: è un valore che basta da solo a formare una suddivisione. Esempio: tempo 24, unità di suddivisione di primo grado la croma (18).
- Unità di durata: a differenza degli altri questo valore non dipende dal tempo della misura. È un valore che viene deciso dall'esecutore o dall'autore di un brano per impostare il metronomo. Esempio: se a capo di un brano si trova: "Ottavo = 120", bisogna impostare il metronomo a 120 colpi al minuto: ogni colpo varrà un ottavo (croma, 18).

## Tabella riassuntiva delle misure
|          | Binaria                      | Ternaria                      | Quaternaria                     | Mista                                                           |
| Semplice | 21, 2, 24, 28, 216, 232, 264 | 31, 32, 34, 38, 316, 332, 364 | 41, 42, 4, 48, 416, 432, 464    | 51, 52, 54, 58, 516, 532, 564 71, 72, 74, 78, 716, 732, 764     |
| Composta | 62, 64, 68, 616, 632, 664    | 92, 94, 98, 916, 932, 964     | 122, 124, 128, 1216, 1232, 1264 | 152, 154, 158, 1516, 1532, 1564 212, 214, 218, 2116, 2132, 2164 |

Bisogna aggiungere l'88 e quei tempi solo teorici, ossia inutilizzati: 11, 12, 14, 18, 116, 132, 164, 61, 91, 121, 151, 211, 6464, 641.